# Rocca Clarì
La Rocca Clarì è una montagna di 2051 m s.l.m. delle Alpi del Monginevro, nelle Alpi Cozie. È situata in Piemonte.

## Descrizione

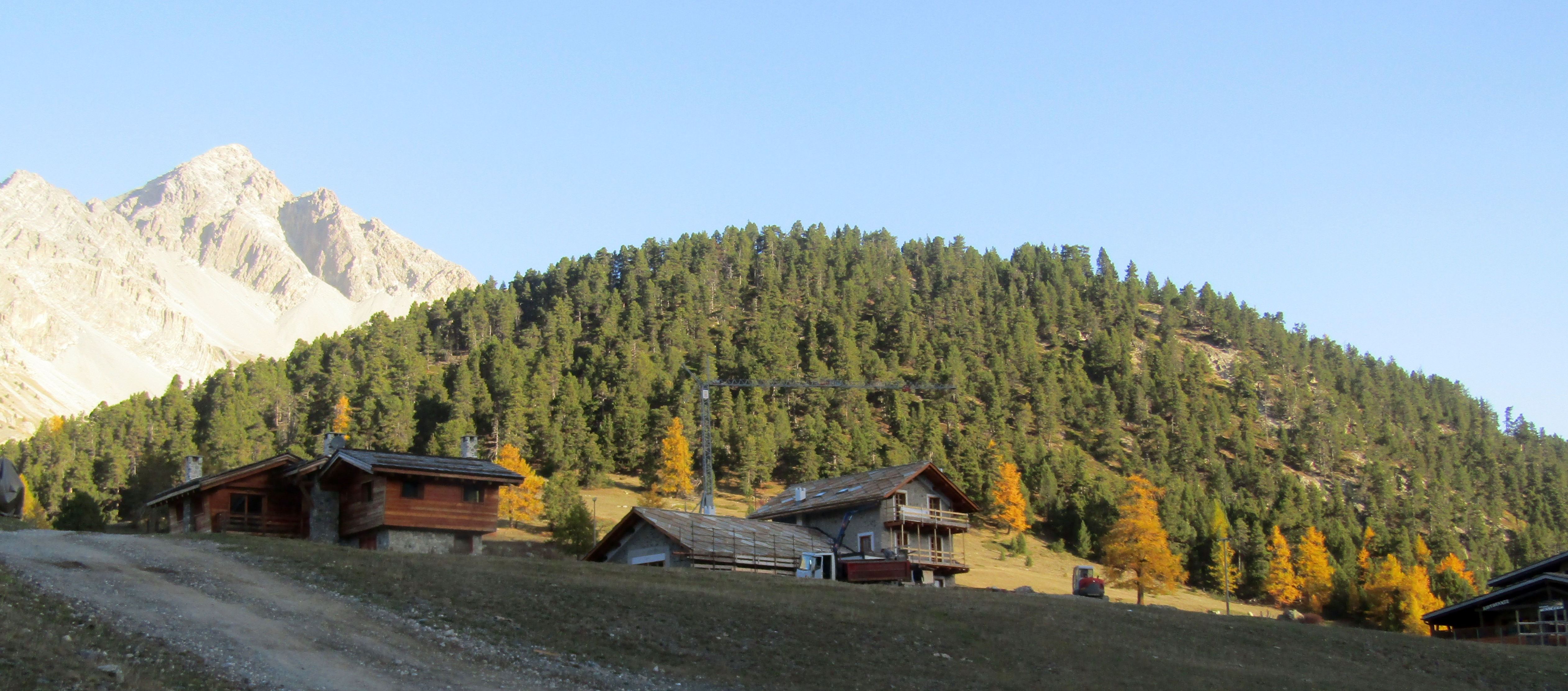
Vista dalla Coche

La Rocca Clarì costituisce l'ultima elevazione del costolone che divide la conca di Sagnalonga (a sud-est) dal Vallone Gimont (nord-ovest). Il primo bacino è tributario del torrente Ripa, il secondo della Piccola Dora. La montagna si affaccia verso la Piccola Dora con una alta e ripida parete rocciosa, mentre il versante sud-est è boscoso e meno inclinato. Il Colletto della Coche (1914 m) la separa verso sud-est dalla Punta Rascià. La zona sommitale della Rocca Clarì è piuttosto allungata e conta tre elevazioni a 2051, 2036 e 2042 m .  La prominenza topografica della Rocca Clarì è di 123 m.  Nei pressi della cima principale si possono osservare i resti di installazioni militari del Vallo Alpino risalenti alla prima metà del XX secolo. Amministrativamente la Rocca Clarì appartiene al comune di Cesana Torinese.

## Geologia
La montagna è caratterizzata da rocce calcaree di origine triassica, che si differenziano da quelle del circostante bacino Gimont che mostrano prevalenza di conglomerati, serpentiniti, diabasi e scisti.

## Accesso alla vetta

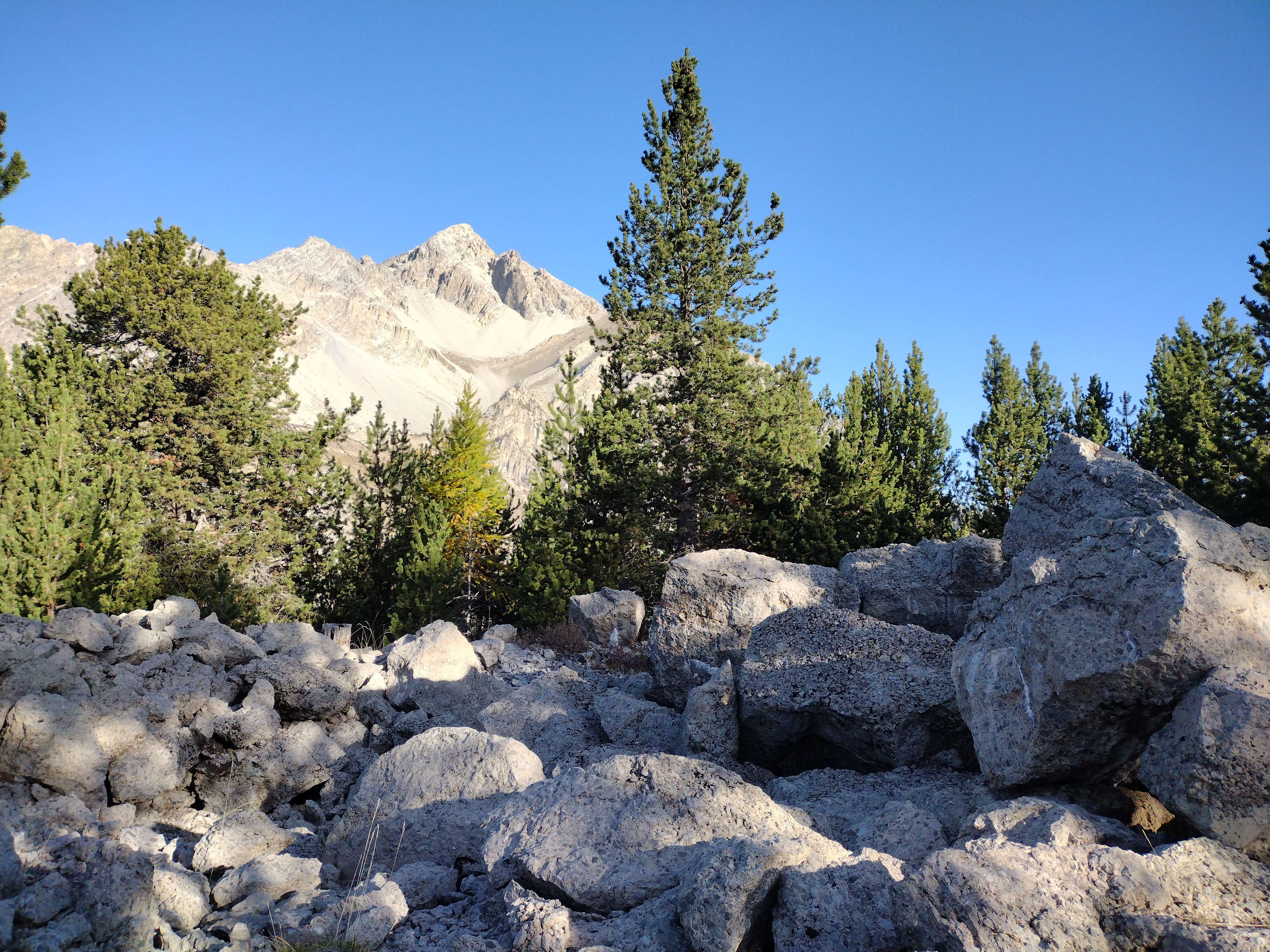
Rovine dell'opera del Vallo Alpino sulla cima

### Salita estiva
La vetta è facilmente a partire dal colletto della Coche per boschi, eventualmente seguendo la vecchia mulattiera militare di accesso alle fortificazioni presenti nella parte più alta del monte.

### Salita invernale
La Rocca Clarì è una facile meta per escursioni con le ciaspole.

### Ferrate
Sulla parete della montagna che si affaccia sulle Gorge di San Gervasio è stata attrezzata una via ferrata (la Ferrata Rocca Clarì o Ferrata Perona-Saglia), considerata una delle migliori dell'Alta Valle di Susa, in particolare per il bellissimo panorama di cui si gode durante la salita, ma anche molto ripida ed esposta e quindi sconsigliata a persone senza la necessaria esperienza su questo tipo di vie.

### Alpinismo
La montagna offre itinerari di arrampicata su roccia calcarea anche piuttosto impegnativi, come ad esempio "Un Pas Vers le Ciel" (grado massimo 6b+).